# Mary Lou Parks
Mary Lou Parks (24 de julho de 1939 - 23 de agosto de 2015) foi uma política de Michigan.

## Infância
Parks nasceu em 24 de julho de 1939 em Anderson, South Carolina.

## Educação
Ela frequentou a Wayne State University.

## Carreira
Mary Parks foi assistente executiva do congressista americano George Crockett Jr. de 1975 a 1983. Parks foi, mais tarde, a assistente especial do governador de Michigan, James Blanchard, de 1983 a 1990. O representante estadual Joseph F. Young Sr. morreu a 9 de abril de 1993, gerando uma eleição especial para preencher a sua vaga. Em 29 de junho de 1993, Parks ganhou esta eleição especial. Ela foi eleita para a Câmara dos Representantes de Michigan, onde representou o 3º distrito de 1 de julho de 1993 a 1998. Parks concorreu à eleição de Secretário de Estado de Michigan em 1998, mas foi derrotada por Candice Miller. Parks foi uma delegada à Convenção Nacional Democrata de Michigan em 1976, 1980 e 1988. Parks foi também uma delegada suplente na Convenção Nacional Democrata em 1984 e 2004.

## Vida pessoal
Parks casou-se mas divorciou-se; ela tinha cinco filhos. Parks também era membro da NAACP.